# Bangiales
Bangiophyceae, red crvenih algi s 189 vrsta. Sastoji se od dvije porodice. Jedini predstavnik podrazreda Bangiophycidae i razreda Bangiophyceae. Ime je došlo po rodu Bangia.

## Porodice
1. Bangiaceae Duby   188
2. Granufilaceae Z.X.Shi, S.L.Xie & D.Hua  1